# 泰勒·麥奎林
泰勒·伊麗莎白·麥奎林（英語：Taylor Elizabeth McQuillin，1996年10月17日—）是一名出生於美國加利福尼亞州的壘球選手，司職投手。她患有杜恩氏症候群，對左眼球轉動產生障礙，因此身體平衡也受到影響。

## 外部連結
- 泰勒·麥奎林的X（前Twitter）
- 泰勒·麥奎林的Instagram帳戶